# كيم جون سو
كيم جون سو (29 يوليو 1991 بكوريا الجنوبية - ) هو لاعب كرة قدم كوري جنوبي في مركز الدفاع. لعب مع بوهانغ ستيلرز.

## روابط خارجية
- كيم جون سو على موقع دوري كوريا الجنوبية (الإنجليزية)
- كيم جون سو على موقع Soccerway.com (الإنجليزية)